# Prionopelta descarpentriesi
Prionopelta descarpentriesi es una especie de hormiga del género Prionopelta, familia Formicidae. Fue descrita científicamente por Santschi en 1924.
Se distribuye por Madagascar. Se ha encontrado a elevaciones de hasta 1860 metros. Vive en microhábitats como rocas, piedras, madera podrida y la hojarasca.